# Клеопатра (фільм, 1963)
«Клеопатра» (англ. Cleopatra) — кольорова історична художня кінодрама 1963 року режисера Джозефа Манкевича, найдорожчий варіант оповіді про царицю Єгипту Клеопатру. Сценарій був заснований на книзі Карла Маріо Франдзеро та історичних оповіданнях Плутарха, Светонія і Аппіана. Зйомки фільму почалися 30 вересня 1960 року і завершилися 24 липня 1962 року. Батальні сцени були зняті з лютого по березень 1963 року.

## Сюжет
У фільмі розповідається про вісімнадцять бурхливих років, з 48 року до н. е., які привели до створення Римської імперії. Клеопатра (Елізабет Тейлор), щоб утримати владу в єгипетській імперії, одружується з Юлієм Цезарем (Рекс Гаррісон), якого проголошують диктатором Риму. Коли в 44 році до н. е. Цезаря вбивають у римському сенаті, вона розриває союз з Римом.
Після смерті диктатора Марк Антоній (Річард Бертон) і Октавіан Август (Роді Макдавел) розправилися з вбивцями Цезаря і тепер провінціями керують кілька римлян. Контроль над Єгиптом перейшов до Марка Антонія, там він зможе здобути гроші й ресурси. Він зустрічається з Клеопатрою і вони укладають любовний і політичний союз. Однак це не подобається Октавіанові, і Рим готовий перейти до воєнних дій. У 31 році до н. е. Октавіан вступає до Єгипту і швидко наближається до столиці. Римські війська займають Александрію. Антоній заколює себе мечем, а Клеопатра гине від укусу отруйної змії.

## У ролях
- Елізабет Тейлор — Клеопатра
- Річард Бертон — Марк Антоній
- Рекс Гаррісон — Гай Юлій Цезар
- Мартін Ландау — Руфіо, офіцер Цезаря
- Роді Макдавел — Октавіан Август

## Нагороди

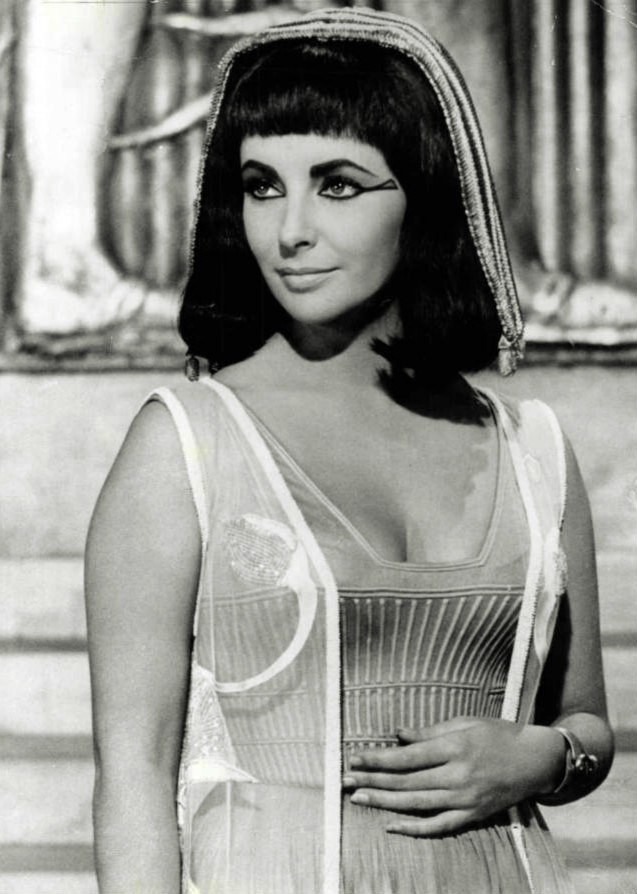
Елізабет Тейлор у фільмі

- 1963 Премія Національної ради кінокритиків США:
  - найкращому акторові — Рекс Гаррісон
- 1964 Премія «Оскар» Академії кінематографічних мистецтв і наук:
  - Премія «Оскар» за найкращу операторську роботу — Леон Шамрой
  - Премія «Оскар» за найкращу роботу художника-постановника — Джон ДеКюїр, Джек Мартін Сміт, Гілард Браун, Герман А. Блюменталь, Елвен Веб, Моріс Пеллінг, Борис Джурага; Волтер М. Скот, Пол С. Фокс, Рей Мойєр
  - Премія «Оскар» за найкращий дизайн костюмів — Ірен Шараф, Вітторіо Ніно Новарезе, Реньє
  - Премія «Оскар» за найкращі візуальні ефекти — Еміл Коза, молодший
- 1964 Премія Лаврова нагорода (Laurel Awards[en]):
  - премія «Золотий лавр» за найкращий Roadshow theatrical release[en]
  - премія «Золотий лавр», 2 місце за найкращу гру — Рекс Гаррісон